# Глинники
Гли́нники — село в Україні, у Ганнопільській сільській громаді Шепетівського району Хмельницької області.
Населення становить 478 осіб.

## Географія
Село розташоване на правому березі річки Жарихи.

## Історія
У 1906 році село Аннопільської волості Острозького повіту Волинської губернії. Відстань від повітового міста 30 верст, від волості 1. Дворів 74, мешканців 618.
7 (20) листопада 1917 року, відповідно до Третього Універсалу Української Центральної Ради, увійшло до складу Української Народної Республіки.
12 червня 2020 року, відповідно до розпорядження Кабінету Міністрів України № 727-р «Про визначення адміністративних центрів та затвердження територій територіальних громад Хмельницької області», увійшло до складу Ганнопільської сільської територіальної громади
19 липня 2020 року, в результаті адміністративно-територіальної реформи та ліквідації Славутського району, село увійшло до складу новоутвореного Шепетівського району.

## Населення
Згідно з переписом УРСР 1989 року чисельність наявного населення села становила 622 особи, з яких 284 чоловіки та 338 жінок.
За переписом населення України 2001 року в селі мешкали 472 особи.

### Мова
Розподіл населення за рідною мовою за даними перепису 2001 року:
| Мова       | Відсоток |
| ---------- | -------- |
| українська | 98,95 %  |
| російська  | 0,63 %   |
| білоруська | 0,21 %   |
| молдовська | 0,21 %   |

## Символіка
Затверджений 15 жовтня 2015 р. рішенням сесії сільської ради.

### Герб
На червоному щиті з золотої бази виходять срібні ворота, над якими — такий же лапчастий хрест. Щит вписаний в золотий декоративний картуш і увінчаний золотою сільською короною. Внизу картуша напис «ГЛИННИКИ».
Ворота означають в'їзну браму палацу, що існував в селі. Хрест є історичним символом Волині.

### Прапор
Квадратне полотнище складається з двох горизонтальних смуг у співвідношенні 3:1. На верхній червоній смузі білі ворота; нижня смуга — жовта.

## Мовний склад населення
Згідно з переписом населення 2001 року українську мову назвали рідною 99 % мешканців села.